# Mohegan Sun Arena
El Mohegan Sun Arena es una arena multipropósito de 10.000 asientos en Uncasville, Connecticut, localizado en el interior del casino Mohegan Sun.  La instalación presenta 2.800 metros cuadrados de zona de configurable de exhibición y una envergadura de 120 metros. Fue construida por la Perini Building Company y abierta el octubre de 2001. Allí juega de local el equipo de baloncesto femenino  Connecticut Sun de la WNBA desde 2003.

## Historia
El estadio originalmente sirvió como pista local del equipo de fútbol americano Mohevan Wolves, hasta que fue vendido y trasladado a Manchester (Nuevo Hampshire) en 2004.
El 28 de enero de 2003 el estadio fue anunciado como la cancha local oficial de las Connecticut Sun. Antes del otoño de 2002, el modelo de operaciones de la NBA no permitía que existiera ningún equipo de la WNBA sin su "hermano" de la NBA. Para cuando las Connecticut Sun se trasladaron, Val Ackerman era el presidente de la WNBA, M. Jodi Rell era el vicegobernador de Connecticut y Mark L. Brown era el presidente de la tribu Mohegan. A pesar de que el pabellón está unido al casino Mohegan Sun, este no acepta ningún tipo de apuestas deportivas; de hecho, las apuestas deportivas son ilegales en Connecticut.
El pabellón ha acogido una gran variedad de eventos, incluyendo el American Kennel Club, conciertos de música clásica, country, jazz, metal, rap, rock y pop, así como eventos deportivos tales como espectáculos de la WWE, eventos de rodeo (Professional Bull Riders), Bellator, partidos de la NCAA, torneos de bolos, combates de la UFC o competiciones de el hombre más fuerte del mundo.
Televisiones nacionales y de cable, como CBS, NBC, ABC, FOX, ESPN y CNN han retransmitido eventos celebrados en esta instalación.
El 8 de septiembre de 2005, como compañera para el pabellón, el casino Mohegan Sun abrió la primera tienda de productos de Connecticut Sun llamada "Winter Essentials". Mayormente vendía productos del equipo de la WNBA, Connecticut Sun. Fue la primera tienda en los Estados Unidos que vendía productos profesionales de baloncesto en un casino. Sin embargo, la tienda fue cerrada cuando el casino hizo remodelaciones en 2008. Los productos de las Connecticut Sun se pueden comprar ahora en el pabellón durante los partidos.

## Asientos
En 2006, los asientos se podían configurar para albergar 5 deportes comunes: baloncesto, boxeo, bolos, rodeo y tenis de mesa. También podían ser reconfigurados para albergar la mayoría de conciertos: normal, completo, en el centro de la pista y mitad de la pista. La instalación ha ganado premios por ser uno de los lugares de conciertos más modernos de América. La instalación fue galardonada en 2008 y 2010 como "Casino del año" por la Country Music Award. También fue nombrado el cuarto mejor lugar de concierto por Billboard Magazine. En 2013, se convirtió el primero del mundo.

## Eventos notables

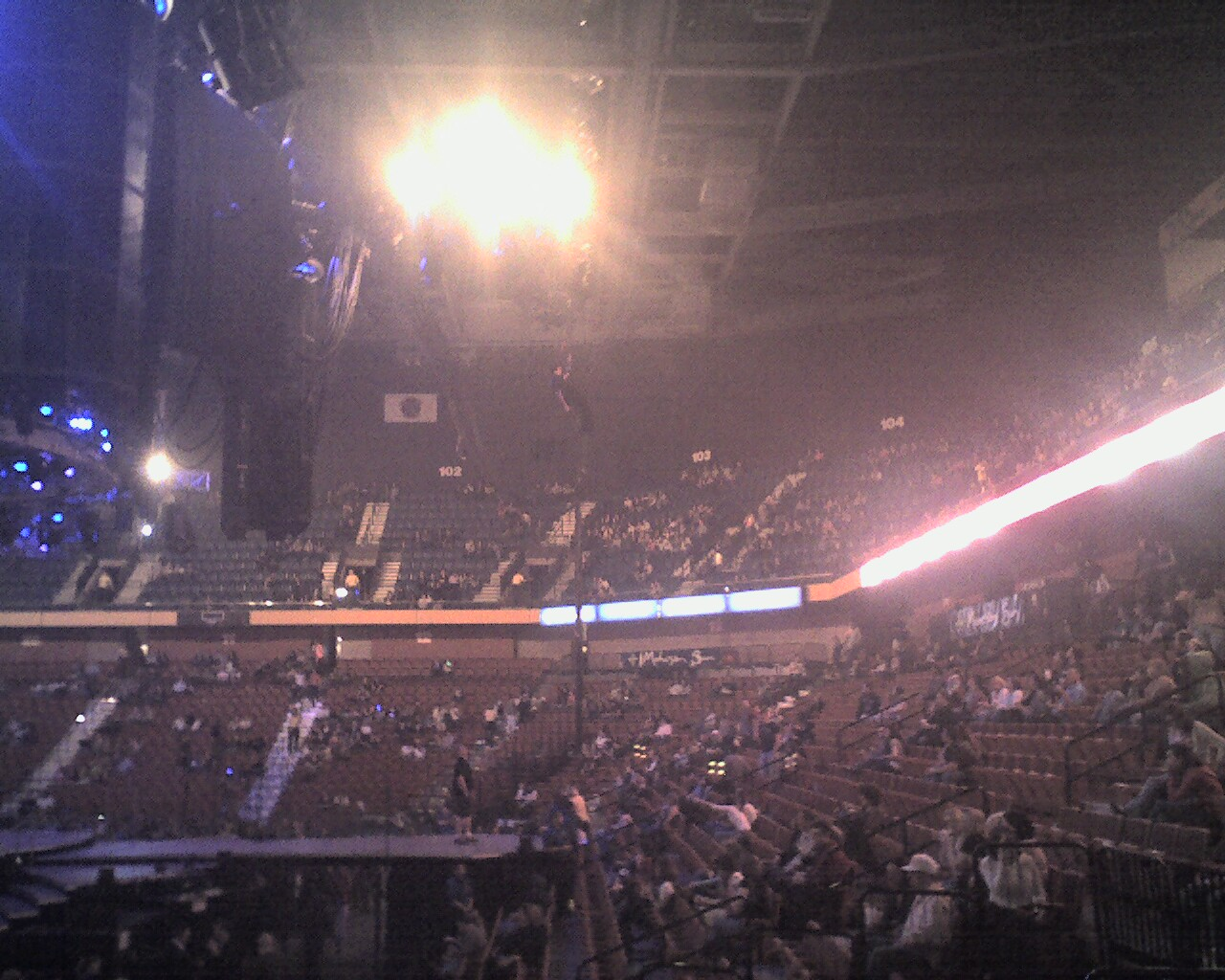
Mohegan Sun Arena

- All-Star Game de la WNBA - (2005),[3]  (2010)[4]
- WWE Smackdown y NXT
- Bellator MMA

### Gran premio de atletas de fuerza
Desde 2005, el pabellón ha acogido uno de principales Grandes Premios Strongman.
| Año  | Campeón              | Subcampeón           | Tercer puesto    | Nombre del evento                                                                   |
| ---- | -------------------- | -------------------- | ---------------- | ----------------------------------------------------------------------------------- |
| 2005 | Mariusz Pudzianowski | Jessen Paulin        | Don Pope         | Gran Premio Mohegan Sun Final del WSM Super Series 2005                             |
| 2006 | Mariusz Pudzianowski | Jesse Marunde        | Josh Thigpen     | Gran Premio Mohegan Sun Final del WSM Super Series 2006                             |
| 2007 | Mariusz Pudzianowski | Kevin Nee            | Mark Felix       | Gran Premio Mohegan Sun Comiendo de las Super Series WSM 2007                       |
| 2008 | Derek Poundstone     | Mariusz Pudzianowski | Terry Hollands   | Gran Premio Mohegan Sun Comienzo del WSM Super Series 2008                          |
| 2009 | Derek Poundstone     | Travis Ortmayer      | Brian Shaw       | Gran Premio Mohegan Sun 2009 17 de mayo de 2009 Comienzo del Giants Live 2009       |
| 2010 | Derek Poundstone     | Brian Shaw           | Stojan Todorchev | Gran Premio Mohegan Sun 2010 25 de abril de 2010 Comienzo del WSM Super Series 2010 |